# Ephyrodes cacata
Ephyrodes cacata là một loài bướm đêm trong họ Erebidae.